# جيمي كون
جيمي كون (بالإنجليزية: Jimmy Kuhn)‏ هو قاضي ومحامي أمريكي، ولد في 31 أكتوبر 1946.